# Jüdischer Friedhof (Oberdorf am Ipf)

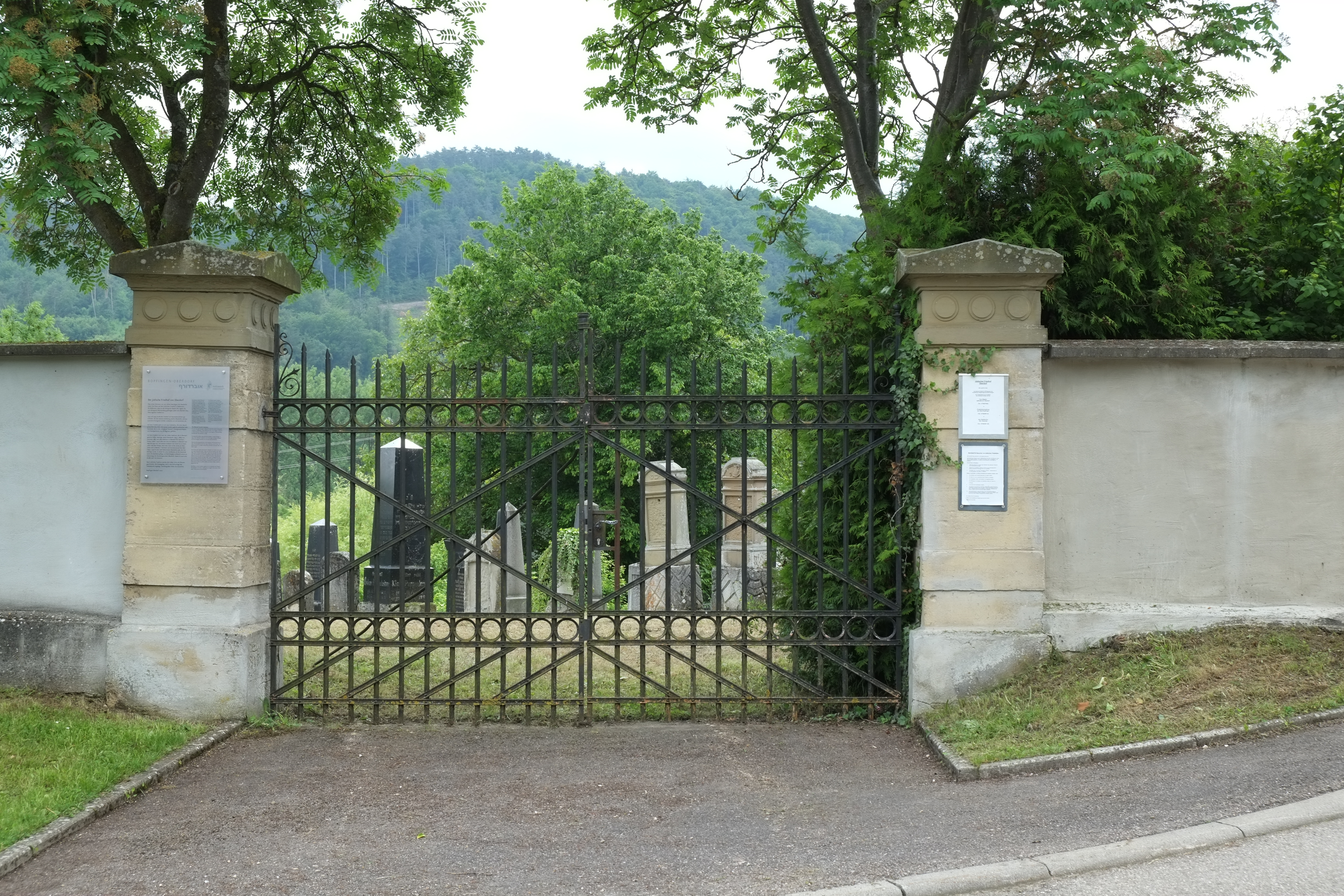
Eingang des Friedhofs an der Karksteinstraße

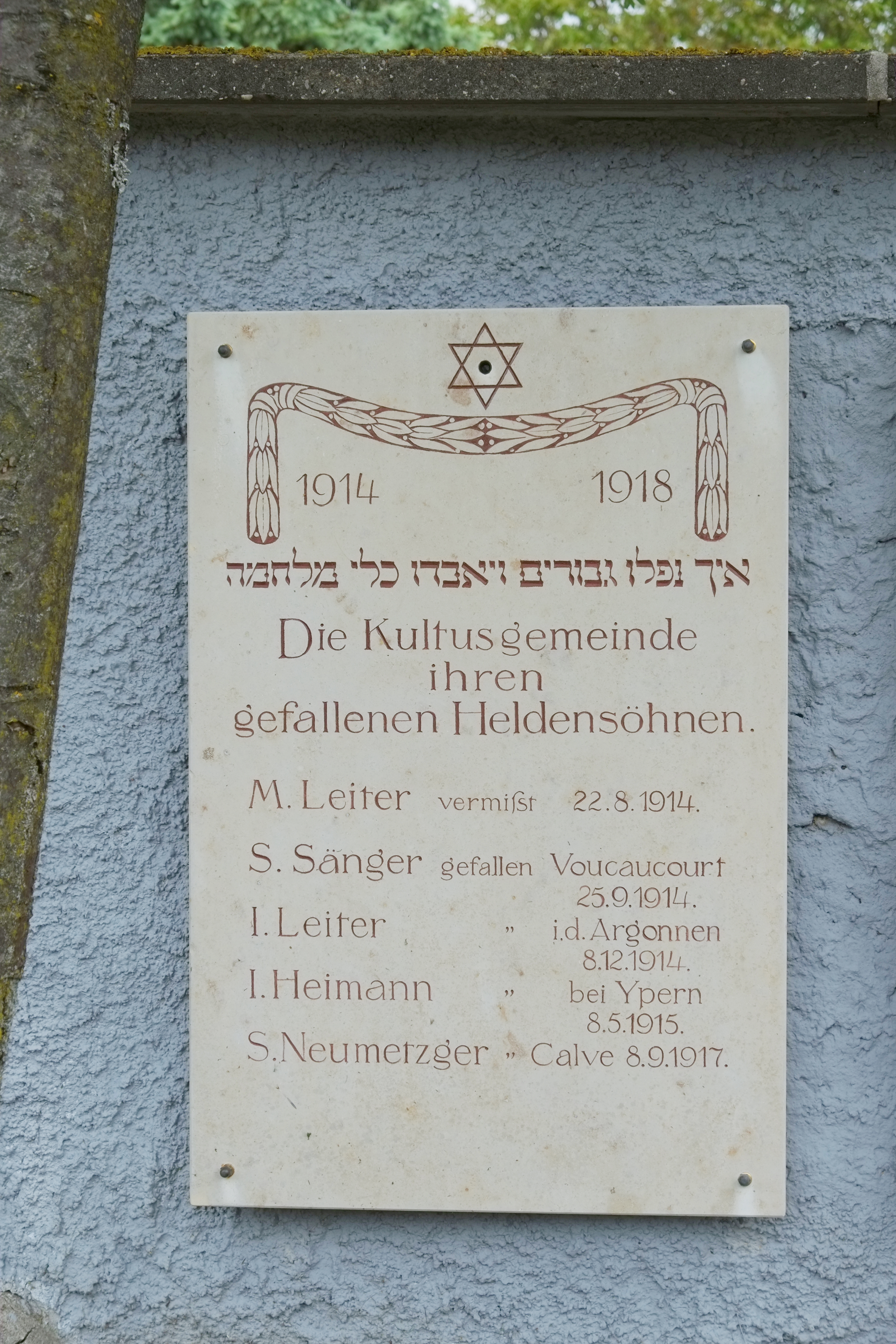
Gedenktafel für die während des Ersten Weltkriegs gefallenen Soldaten aus den jüdischen Gemeinden Oberdorf, Aufhausen und Bopfingen

Der Jüdische Friedhof in Oberdorf am Ipf, einem Stadtteil von Bopfingen im Ostalbkreis in Baden-Württemberg, wurde 1824 errichtet. Der jüdische Friedhof an der Karksteinstraße, heute mitten in einem Neubaugebiet, ist ein geschütztes Baudenkmal.

## Geschichte
Die Jüdische Gemeinde Oberdorf am Ipf bestattete bis zur Anlegung ihres eigenen Friedhofs ihre Toten auf dem jüdischen Friedhof in Wallerstein, der bereits Anfang des 16. Jahrhunderts angelegt wurde. Da durch Gebietsaustausch Oberdorf am Ipf 1810 vom Königreich Bayern an das Königreich Württemberg kam, waren Bestattungen im nun ausländischen Wallerstein mit großem Aufwand verbunden.
Auch Verstorbene der 1890 offiziell gegründeten Gmünder jüdischen Gemeinde wurden in Oberdorf bestattet. Im Jahr 1903 wurde der Friedhof um ca. 29 Ar erweitert. Die letzten Bestattungen fanden 1947/48 statt, als polnische Juden, sogenannte Displaced Persons, beerdigt wurden. 
Im Jahr 1952 wurde das Friedhofsareal verkleinert, das Taharahaus abgebrochen und der Westteil des Geländes verkauft und mit Einfamilienhäusern bebaut. Heute sind auf dem  26,93 Ar großen Friedhof noch 469 Grabsteine erhalten. 

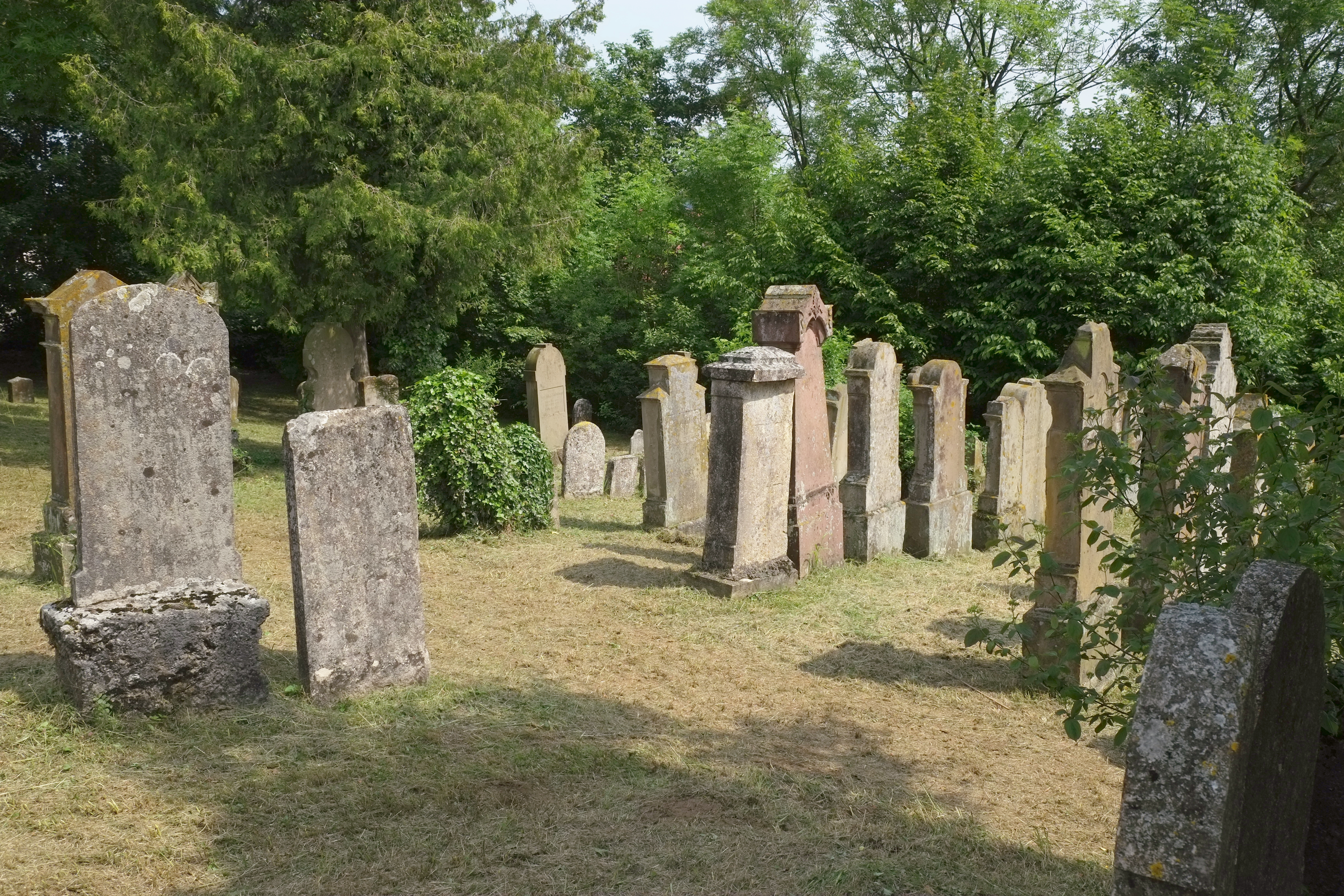
Ansicht des Friedhofs
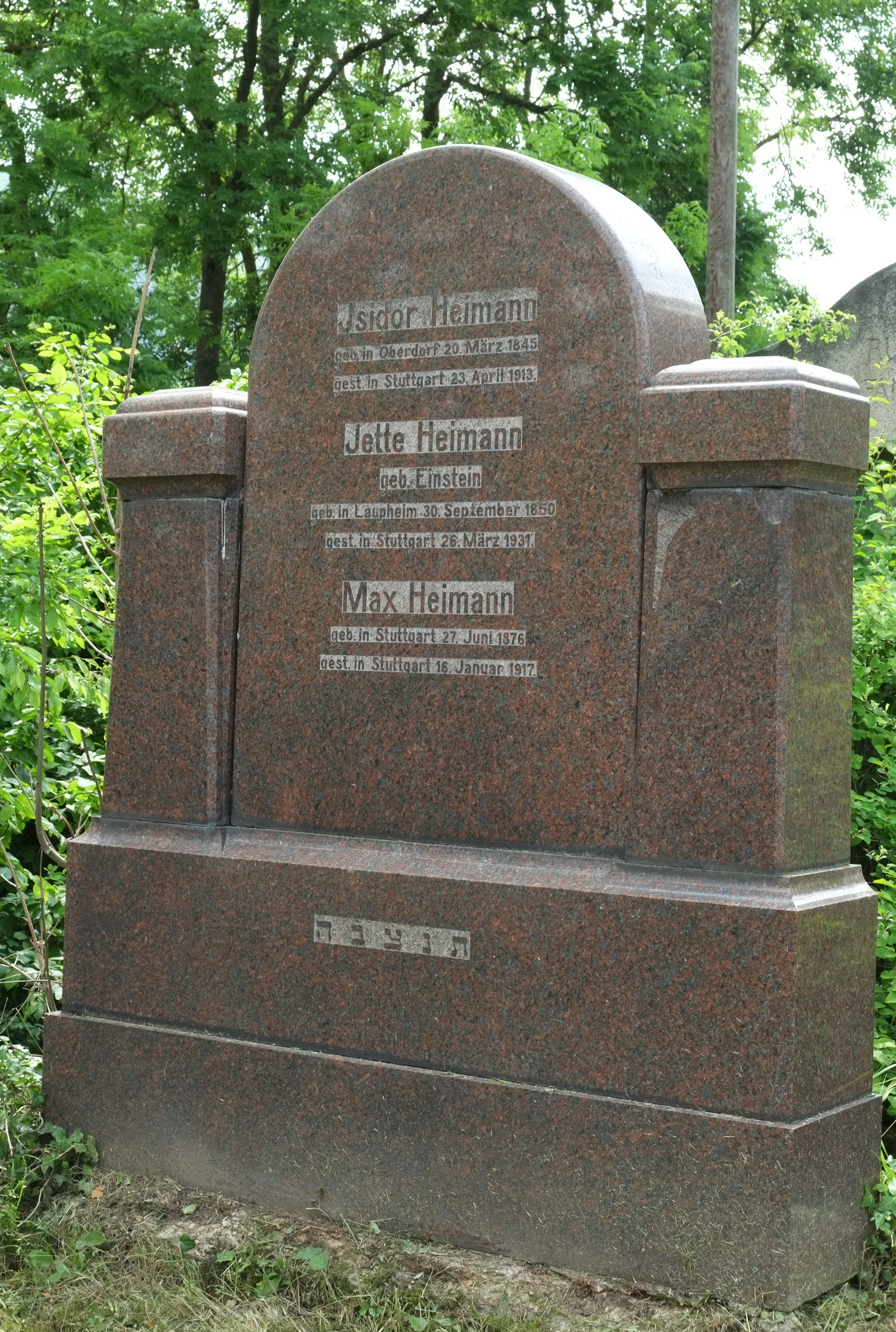
Grabstein für Isidor, Jette und Max Heimann
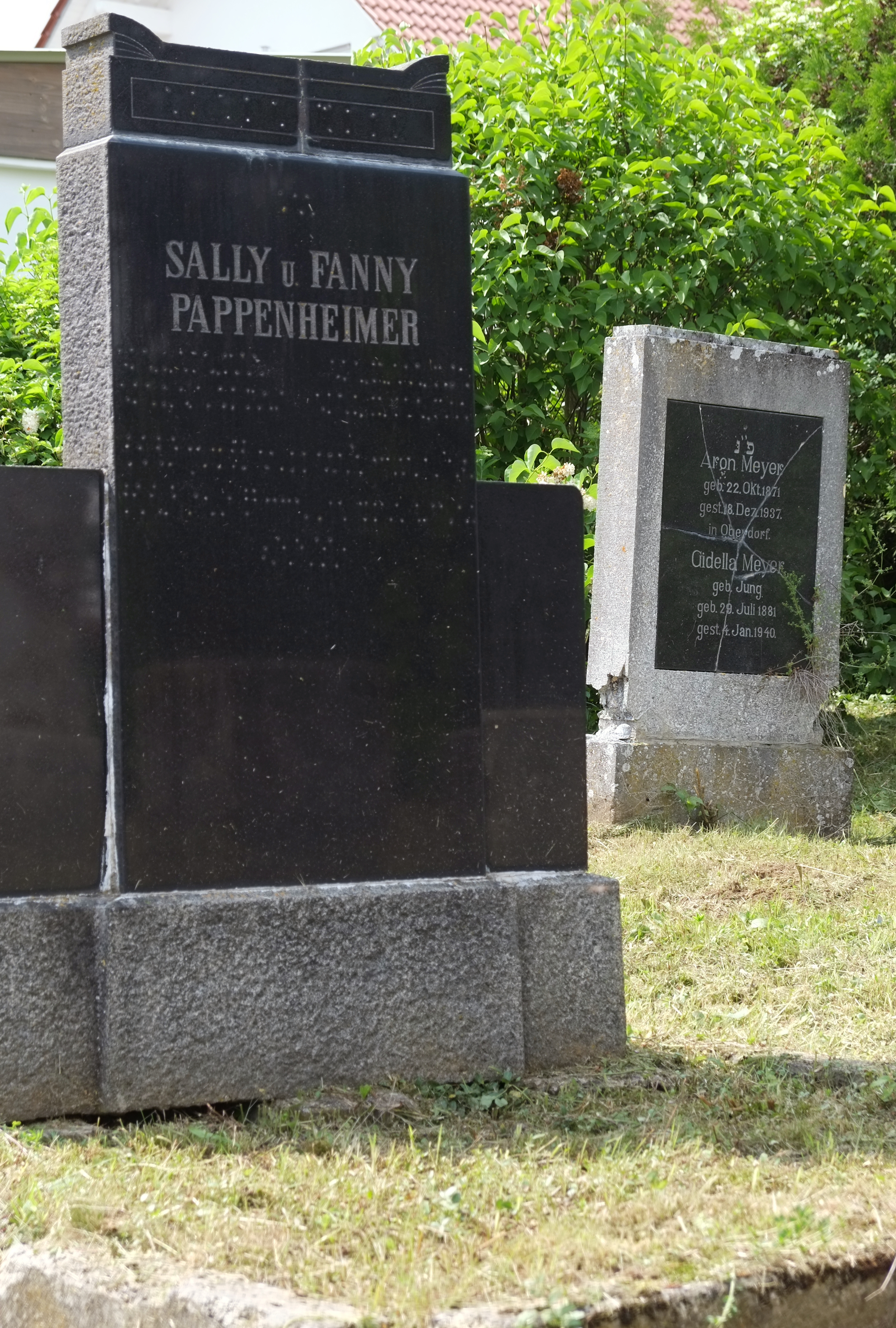
Grabstein für Sally und Fanny Pappenheimer